# Cyclophora venata
Cyclophora venata är en fjärilsart som beskrevs av Louis Beethoven Prout 1913. Cyclophora venata ingår i släktet Cyclophora och familjen mätare. Inga underarter finns listade i Catalogue of Life.